# ファビオ・チェラヴォロ
ファビオ・チェラヴォロ（FabioCeravolo、1987年3月5日 - ）はイタリアのサッカー選手。ポジションはFW。USクレモネーゼ所属。

## 経歴
2010-2011シーズン、アタランタBCに完全移籍した。しかし、翌シーズンにレッジーナ1914が買い戻した。
2013年1月10日、テルナーナ・カルチョに移籍した。
2016年7月7日、ベネヴェント・カルチョに移籍した。
2017年、パルマ・カルチョ1913にレンタルで移籍し、その後完全移籍となった。
2019年9月2日、USクレモネーゼに移籍した。